# تحسين قدري
تحسين قدري (1892 - 1986) ، دبلوماسي عراقي من أصل سوري عمل فترة طويلة في البلاط الملكي العراقي مرافقاً أقدماً للملك فيصل الأول ورئيسا للتشريفات الملكية في الديوان الملكي العراقي وسفيراً للعراق في عدد من البلدان.

## الولادة والعائلة
هو تحسين عبد القادر أنس آغا الترجمان والمعروف بتحسين قدري ، ولد في بعلبك عام 1892 ، بحكم وظيفة والده العسكرية في الدولة العثمانية، ولكنه وصل العراق منذ طفولته برفقة أهله، فأتم دراسته الأولية في كل من بغداد والبصرة .
وبحكم انتقال والده أيضا إلى العاصمة اسطنبول دخل المدرسة العسكرية فيها، وفجع بوفاة والدته قبل تخرجه من المدرسة الحربية بعد إصابتها بالكوليرا ويقول عن ذلك : وأوجعني ذلك كثيرا، وزاد من آلامي عدم تمكنها من رؤيتي بملابسي العسكرية، عندما تخرجت ضابطا، حيث كنت أعرف أنها كانت تلك أمنيتها، لقد زادني فقدان والدتي الأليم، تصميما على التفوق واجتهادا في متابعة الدروس في مسلك الجندية. له أخ اسمه زكي قد عين قائم مقام قضاء قطنة، بينما شقيقه أحمد قدري قد انخرط في مدرسة الطب وأصبح لاحقاً طبيبا للملك فيصل الأول.
له من الذرية كل من أسامة ولؤي من الأبناء، و هند وسهاد من البنات.

## حياته العسكرية
في عام 1910 انتمى إلى المدرسة العسكرية في إسطنبول والمدرسة الحربية وتخرج فيها عام 1914 برتبة ملازم ثاني.
ابتدأ حياته ضابطا في الجيش العثماني فاشترك في حرب العثمانيين في جبهة القوقاز.
انضم إلى الثورة العربية الكبرى ملتحقا بمعسكر الأمير فيصل بن الحسين بين العقبة ومعان.

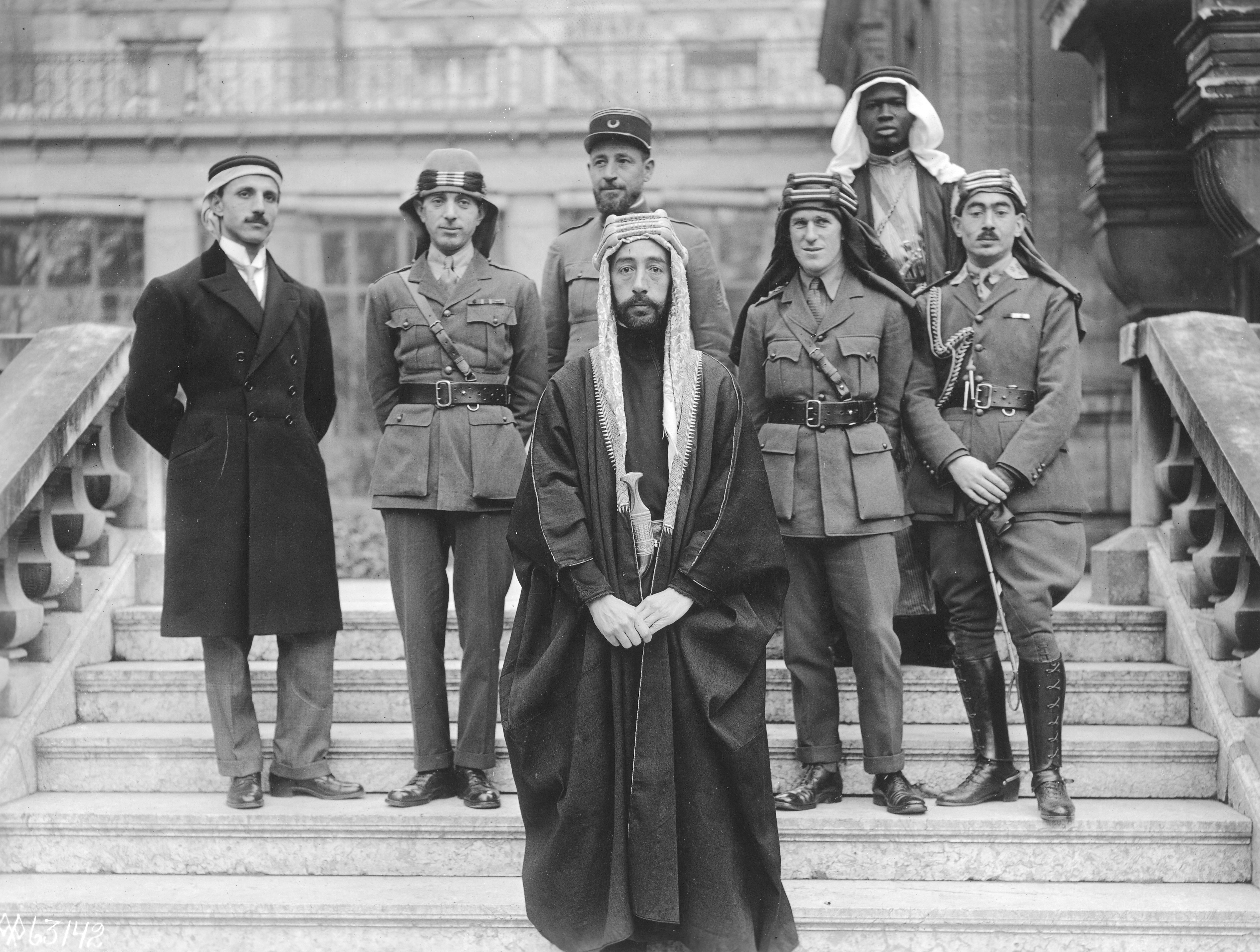
من اليمين لليسار: تحسين قدري، لورنس، الكابتن بيساني، الملك فيصل، نوري السعيد، رستم حيدر.

عينه الأمير فيصل مرافقا عسكريا له أثناء زحفه في الأراضي السورية ، وعمل برفقة الملك فيصل الأول عندما كان ملكا على المملكة السورية العربية وكان مرافقه في المفاوضات بمؤتمر الصلح بباريس عام 1919.

## في البلاط الملكي العراقي

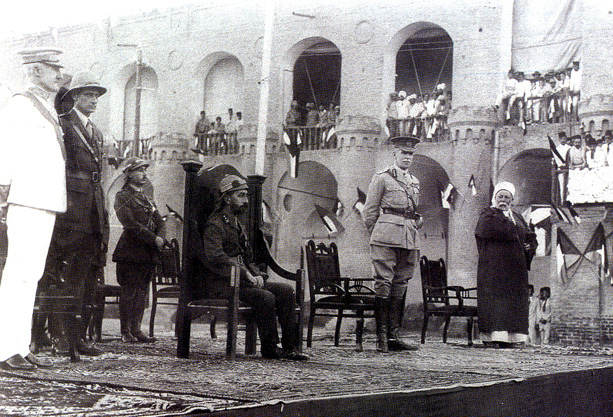
يظهر تحسين قدري واقفا خلف الملك فيصل الأول في مراسم تتويجه على عرش العراق 23 أغسطس 1921

استمر مرافقا للأمير فيصل ، ولما جاء الملك فيصل إلى العراق أصبح مرافقا رسميا للملك وكان برتبة رئيس (نقيب) ويظهر خلف الملك فيصل الأول واقفا في حفل تتويجه عام 1921 واستمر بعمله مرافقا حتى كانون الأول 1931 عندما أصبح رئيسا للتشريفات الملكية. ولمدة طويلة حتى نهاية العهد الملكي عام 1958..
ويقول الدكتور صائب شوكت طبيب الملك غازي الخاص في مذكراته ما يلي :
إنه عندما تأكد من وفاة الملك غازي، كان عبد الإله وتحسين قدري بالقرب مني. دنا تحسين قدري مني وهمس في أذني أن الأمير عبد الإله يرجوك بأن تقول بأن الملك أوصاك قبل وفاته بأن يكون عبد الإله وصياً على ولده الصغير فيصل، ولكني رفضت ذلك رفضاً قاطعاً قائلاً له إن الملك غازي كان فاقداً الوعي فور وقوع الحادث وحتى وفاته.

## عمله الدبلوماسي
تخلل عمله في التشريفات الملكية عمله في السلك الدبلوماسي بالخارجية العراقية في فترة الأربعينيات من القرن العشرين ، وزيراً مفوضاً في سفارات بلاده في باريس والقاهرة وطهران وبيروت.
في أثناء عمله الدبلوماسي في بيروت ، استشار رياض الصلح صديقه القنصل العام العراقي تحسين قدري الذي عرفه شاباً في استانبول وأصبح عميد السلك الدبلوماسي في بيروت. وقد لعب قدري دوراً مهماً في الشؤون اللبنانية بسبب علاقاته مع السياسيين البارزين، وبفضل المكانة التي يحظى بها العراق. تذكر علياء ابنة رياض، وكانت في العاشرة من عمرها تقريباً في ذلك الوقت، أن تحسين قدري قدم إلى بيتهم في أحد الأيام حاملاً معه رسالة إلى رياض، أخرج علبة سجائر فارغة من جيبه وبسطها وكتب عليها: «الشاي عند قدري غداً في الساعة الخامسة»، وناولها لها لتعطيها إلى والدها. عندما ذهب رياض إلى بيت القنصل في اليوم التالي، وجد بشارة الخوري هناك، فقد أعدّ قدري اللقاء خصيصاً لجمعهما معاً. علّقت علياء الصلح مبتسمة: ((كانت هذه المرة الأولى في تاريخ لبنان التي يختار فيها من سيصبح رئيساً للوزراء رئيسَ جمهورية، وليس العكس)).

## نهاية عمله السياسي حتى وفاته
قام انقلاب 14 تموز 1958، وكان حينها خارج العراق لاقتناء أثاث بيت الملك فيصل الثاني الذي كان يزمع الزواج حينها.
لذلك انتقل للعيش في منفاه الاختياري مرغماً بعيدا عن العراق، في شقة صغيرة في ضاحية من ضواحي مدينة لوزان في سويسرا. وبقي في سويسرا حتى وفاته في آب/ أغسطس عام 1986 عن عمر 92 سنة. 